# Abraham Alewijn
Mr. Abraham Alewijn (Amsterdam, 16 november 1664 – Batavia, 4 oktober 1721) was een eind-zeventiende-eeuwse, begin-achttiende-eeuwse jurist, toneelschrijver, dichter en liedtekstschrijver.

## Levensloop
Abraham Alewijn was de zoon van Martinus Alewijn (1634-1684) en Anna Hooftman (1641-1689). Hij studeerde rechten in Leiden en Utrecht en promoveerde in 1685. Vanaf de jaren 90 werd hij actief op het gebied van de letterkunde en de muziek. Hij trouwde in 1704 met Sophia Beukers; ze gingen in een buitenhuis in 's Graveland wonen. In 1707 vertrokken ze naar Batavia (nu Jakarta in Indonesië), waar hij eerst als koopman werkzaam was en later als schepen van Batavia werd aangesteld en in de raad van justitie werd opgenomen. Vanaf 1721 was hij Advocaat-Fiscaal van Nederlands-Indië. Alewijn overleed op 4 oktober 1721 te Batavia.

## Schrijverschap
Abraham Alewijn werd als toneelschrijver vooral bekend om zijn vrijmoedige kluchten en blijspelen. Zijn 'blij-eindend treurspel' in vijf bedrijven Amarillis (1693) werd in bekorte vorm maar met ruim 70 aria's op muziek gezet door David Petersen: Opera of sangspel van Amarillis. Zijn blijspelen werden langdurig opgevoerd in de Amsterdamse Schouwburg.
Verschillende werken van Alewijn verschenen in druk bij de Erven van Lescailje. Katharyne Lescailje schreef een drempeldicht voor de herdruk Vermeerderde Zeede en Harp Gezangen in 1711.
Alewijn plaatste zich tegenover de opvatting van Nil Volentibus Arduum door eigen werk hoger te stellen dan navolging en wenste bij navolging deze niet te verzwijgen.
Abraham Alewijn wordt samen met Cornelis Sweerts gerekend tot de twee belangrijkste liedschrijvers van zijn tijd. Zij gaven een achttal liedboekjes uit, die vele malen werden herdrukt. Hun liedteksten werden op muziek gezet door met name de componisten David Petersen, Nicolas Ferdinand Le Grand, Hendrik Anders en Servaes de Koninck.

## Fragment van Abraham Alewijn
Gy zegt dat min uw ziel gebied,
Philemon, maar 'k geloof dat niet:
't Zyn geile driften, niet veel t' achten.
Voorzichtigheid heeft my geleerd,
Terwyl ik weet wat gy begeerd,
My voor uw vleiery to wachten:
Want eer g'uw minnelust voldoet,
Weet dat ge my eerst trouwen moet.
(In: Harderszangen. Tekst: Alewyn, muziek: Le Grand)

## Publicaties (selectie)
Dichtbundels en liedboekjes
- Zede- en Harpzangen met eenige Mengeldichten, 1694
- Harderszangen, 1699
- Boertige en Ernstige Minnezangen, 1705
- Triomf der Batavieren, wrsch. 1708

Toneelstukken

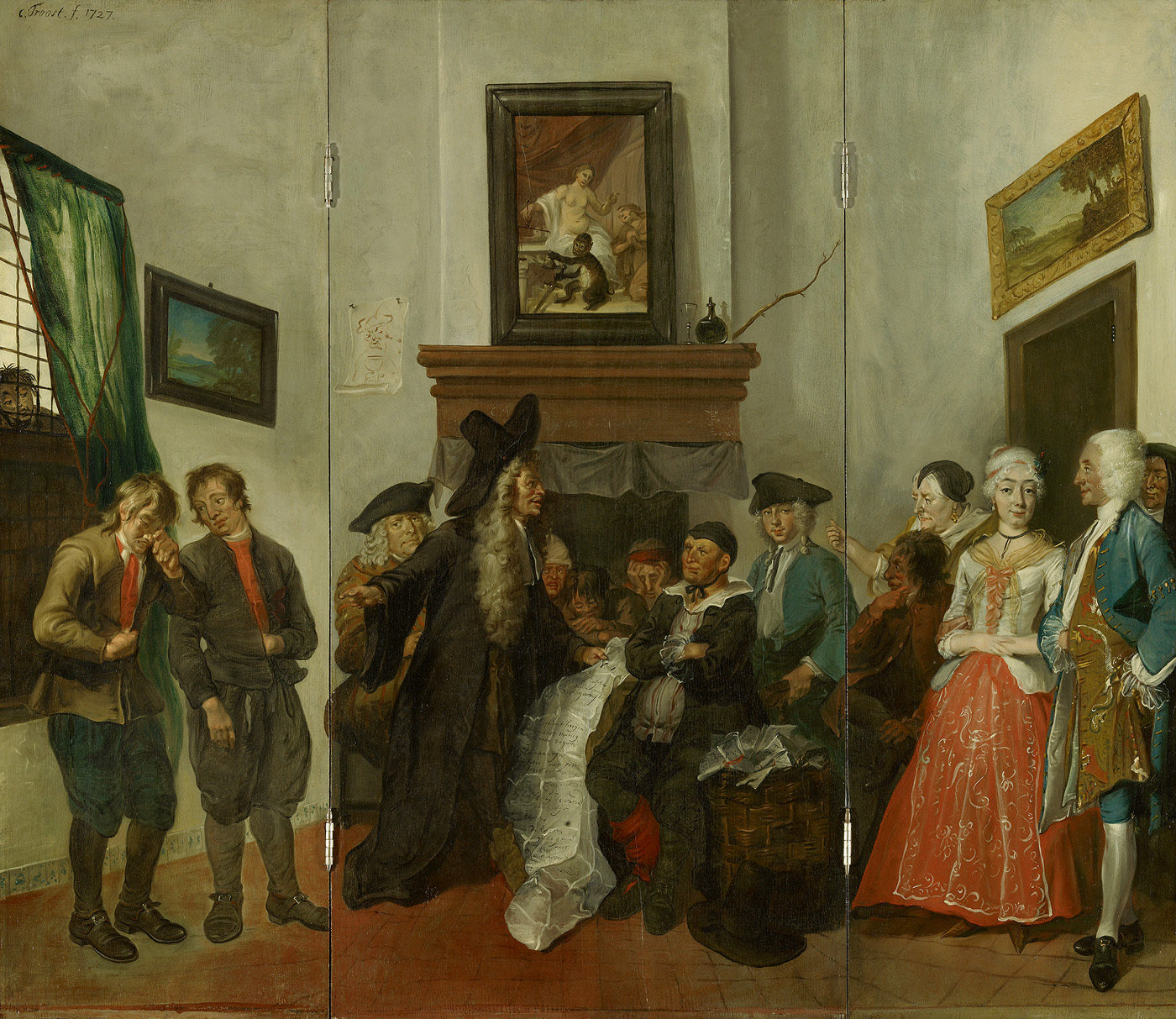
Cornelis Troost: triptiek voorstellende de boerenrechtbank uit het blijspel Beslikte Swaantje - het pleidooi van advocaat Carel.

- Amarillis, Bly-eindend Treurspel, 1693
- Bedrooge Woekeraar (blijspel), 1702
- Latona, of de verandering der Boeren in kikvorschen (klucht (satire) of operette), 1703
- J. Basnage's Groot Waerelds Tafereel (vertaald uit het Frans), 1705
- Philippyn Mr. Koppelaar (blijspel), 1707
- Beslikte Swaantje en drooge Fobert (blijspel), 1714
- De Puiterveensche Helleveeg (blijspel), 1719
- Jan Los, of de Bedrogen Oostindiesvaer (blijspel), 1721
- enkele herderspelen

Muziek
- Orpheus Hellevaart om Euridice, Muziekspel (opera)